# Lingua slavo-serba

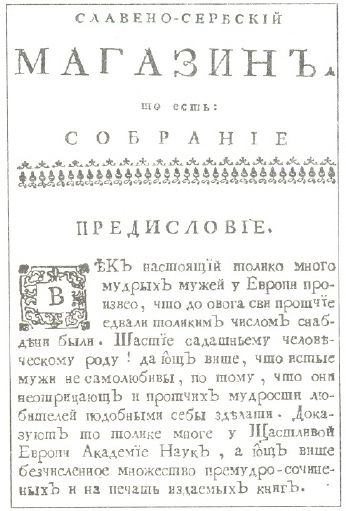
Rivista di lingua slavo-serba del 1768.

La lingua slavo-serba era la norma (linguistica) delle lingue slave meridionali in Vojvodina nel XVIII secolo e in Serbia fino al 1868. Dobbiamo questo standard linguistico a Maxim Suvorov, uno scrittore russo inviato in missione in Vojvodina ed espulso dalle autorità austriache a Vienna come spia russa.
Fin dal suo inizio, il nome di questa norma linguistica è stato associato a scandali. Pietro il Grande ha apportato una modifica all'ortografia delle lettere in cirillico nel 1708-1710. Quindi Caterina la Grande e Voltaire discutevano su Candido su chi fossero i bulgari, perché l'imperatrice russa sosteneva di conoscere molto bene i bulgari, avendo in mente i bulgari del Volga, che però sono già tartari. Di conseguenza, in Dizionari comparativi di tutte le lingue e dialetti tra le lingue slave la lingua bulgara non esiste. In virtù di questo approccio linguistico, si è scoperto che c'erano solo serbi e la lingua serba nella penisola balcanica. Per questo motivo, nel 1792, Josef Dobrovský ha criticato August Ludwig von Schlözer per aver separato la lingua bulgara dalla lingua slavo-serba.
Dopo Prima rivolta serba nel contesto del nazionalismo, i serbi cercarono di differenziarsi da questa lingua creando un'altra lingua letteraria basata sugli sforzi di Vuk Stefanović Karadžić.